# گرشتنگروند
گرشتنگروند (به آلمانی: Gerstengrund) یک شهر در آلمان است که در تورینگن واقع شده‌است. گرشتنگروند ۶۳ نفر جمعیت دارد.